# Young Africans FC (Gambia)
Der Young Africans Football Club ist ein Fußballverein aus Banjul, der Hauptstadt im westafrikanischen Staat Gambia. Der Verein spielte in der höchsten Liga im gambischen Fußball zum ersten Mal in der Saison 1978/79. 2010 spielt der Verein in der zweiten Liga, 2011 sind sie wieder in die GFA League First Division aufgestiegen. Der größte Erfolg des Vereins war der Gewinn 2009 des Pokalwettbewerbs (GFA-Cup).

## Erfolge
- 2009: Pokalsieger im GFA-Cup